# 克努森流
克努森流（Knudsen flow）也稱為自由分子流（Free molecular flow）是指流體空間的平均自由程大於其特徵尺度的流體動力學。針對尺寸數公分的管道或是物體，這代表其壓力小於10−3mbar。這也是高真空甚至超高真空的範圍，和較高壓力下出現的粘性流（viscous flow）不同。是否有克努森流可以用克努森數（Kn）來計算或是估計。若Kn > 10，則為克努森流。克努森流得名自丹麥科學家馬丁·克努森。
克努森流下的氣體壓力可以視為接近零。沸點和殘餘壓力無關。流體可以視為是延直線運動的殘留粒子。其「氣體粒子」無法轉彎，也無法到達其他粒子後的空間，因此會直接撞到管壁。傳統的泵是使用粘性流及流體壓力，無法在此情形下使用，此時需使用特殊的吸附泵、离子泵以及渦輪分子泵。
克努森流常用在分子蒸餾、超高真空設備（如粒子加速器），也用在外太空。

## 利用克努森流的分离过程
若氣體通過薄壁上的一個小孔，符合克努森流的定義，通過小孔的分子數和氣體壓力成正比，和分子質量成反比，因此若氣體是由不同分子量的氣體混合而成，可以用此方式進行部份分離。像鈾的同位素就是利用多孔薄膜以此方式分離。此方式也成功的應用在製氫上，先利用太陽能或是其他能量來源將水加熱，再將產生的氣體混合物以此方式分離出氫氣。